# Damijan Cavazza
Damijan Cavazza, slovenski akademski slikar, scenograf, kostumograf in grafični oblikovalec * 19. marec 1973, Kranj, Slovenija, † 20. marec 2009, Unec.
Po osnovni šoli se je vpisal na Srednjo aranžersko šolo (razred akademskega slikarja Izidorja Urbančiča), ki jo je končal leta 1992.
Na Akademiji za likovno umetnost je končal študij slikarstva pri Janezu Berniku in Gustavu Gnamušu.
Kot scenograf je delal za SNG Drama Ljubljana, Gledališče Koper, SNG Nova Gorica, Slovensko mladinsko gledališče in Prešernovo gledališče Kranj, za slednjega je delal tudi kot kostumograf.
Umrl je zaradi zastoja srca.

## Nagrade
Za scenografijo v filmu Desperado Tonic (2004) je prejel nagrado vesna na 7. festivalu slovenskega filma.

## Zasebno
Damijan Cavazza je bil sin igralca in režiserja Borisa Cavazze in brat dvojček igralca Sebastijana Cavazze.